# HDSL
In telecomunicazioni HDSL (acronimo inglese di High data rate Digital Subscriber Line) è la prima tecnologia della famiglia xDSL, standardizzato per la prima volta nel 1994, per potenziare la velocità di trasmissione nelle connessioni Internet su tradizionale doppino telefonico (due fili di rame). Consente di raggiungere velocità fino a 8 Mb/s simmetrici (sia in download che in upload) con una connessione sempre attiva. Perciò richiede un modem V.35 (un tempo molto costoso) collegato a un router.
Esiste soltanto per traffico dati e non per quello voce. Supporta però il Voice over IP che tratta la fonia vocale come dati qualsiasi di Internet.

## Caratteristiche
A seconda delle generazioni e del livello di servizio offerto, è fornito su una o più coppie in rame. Diversamente da ADSL, non è possibile la coesistenza di altri servizi analogici (POTS) o digitali (ISDN) sulla stessa linea.
Poiché il servizio è principalmente rivolto ad utenze aziendali o istituzionali, i fornitori garantiscono maggiori prestazioni rispetto al best-effort tipico delle ADSL per consumatori.
Ad esempio il servizio da 2Mb/s nominali ha tipicamente una banda minima garantita di 0,5 Mb/s, e salvo anomalie la velocità di trasferimento non scende mai al di sotto di tale velocità.
Il servizio era largamente utilizzato per coprire le esigenze di medie e grandi aziende e pubbliche amministrazioni, e lo è tuttora ove non siano disponibili o siano troppo costosi servizi più avanzati come quelli in fibra ottica.
Le prestazioni sono superiori anche in termini di latenza e stabilità del collegamento su coppie in rame molto lunghe.
Esistono diverse tipologie di HDSL, che cambiano secondo le condizioni tecniche di zona ed il tipo di prestazioni richieste.
Più flussi a 2 Mb/s possono essere affasciati per raggiungere velocità di trasferimento simmetriche di 4, 6 o 8 Mb/s.